# Portal (czasopismo)
Portal – polski dwumiesięcznik poświęcony grom fabularnym, ukazujący się w latach 1999 – 2003, wydawany przez „Wydawnictwo Portal”. Redaktorzy naczelni – Ignacy Trzewiczek (nr 1 - 13), założyciel wydawnictwa i pisma oraz Michał Oracz (nr 14 – 17). 
Obok „Magii i Miecza”, „Portal” był najważniejszym polskim czasopismem traktującym o grach fabularnych. W porównaniu do Magii i Miecza, Portal starał się publikować teksty bardziej ambitne. 
Ostatni, 17. numer ukazał się w listopadzie 2003 r.